# 티란 해협
티란 해협(아랍어: مضيق تيران)은 아카바만과 홍해를 연결하는 시나이반도와 아라비아반도 사이의 좁은 해협이다. 두 반도 사이의 거리는 약 13km이다. 이집트–이스라엘 평화 조약에 따라 이집트는 티란 해협에서 항해의 자유를 보장해야 한다. 이는 Multinational Force and Observers가 감시하고 있다.
티란 해협은 시나이반도에서 5~6km 떨어진 티란섬의 이름을 따와 명명되었다. 사나피르섬은 티란섬 남동쪽, 티란섬과 사우디아라비아 사이의 좁은 해협에 위치한다.
티란 해협을 따라 이스라엘의 남동쪽 에일랏항에 접근할 수 있다. 이스라엘이 수에즈 운하와 티란 해협을 통과하는 것이 봉쇄되면서 1956년과 1967년, 두 차례의 전쟁이 발발했다.

## 배경

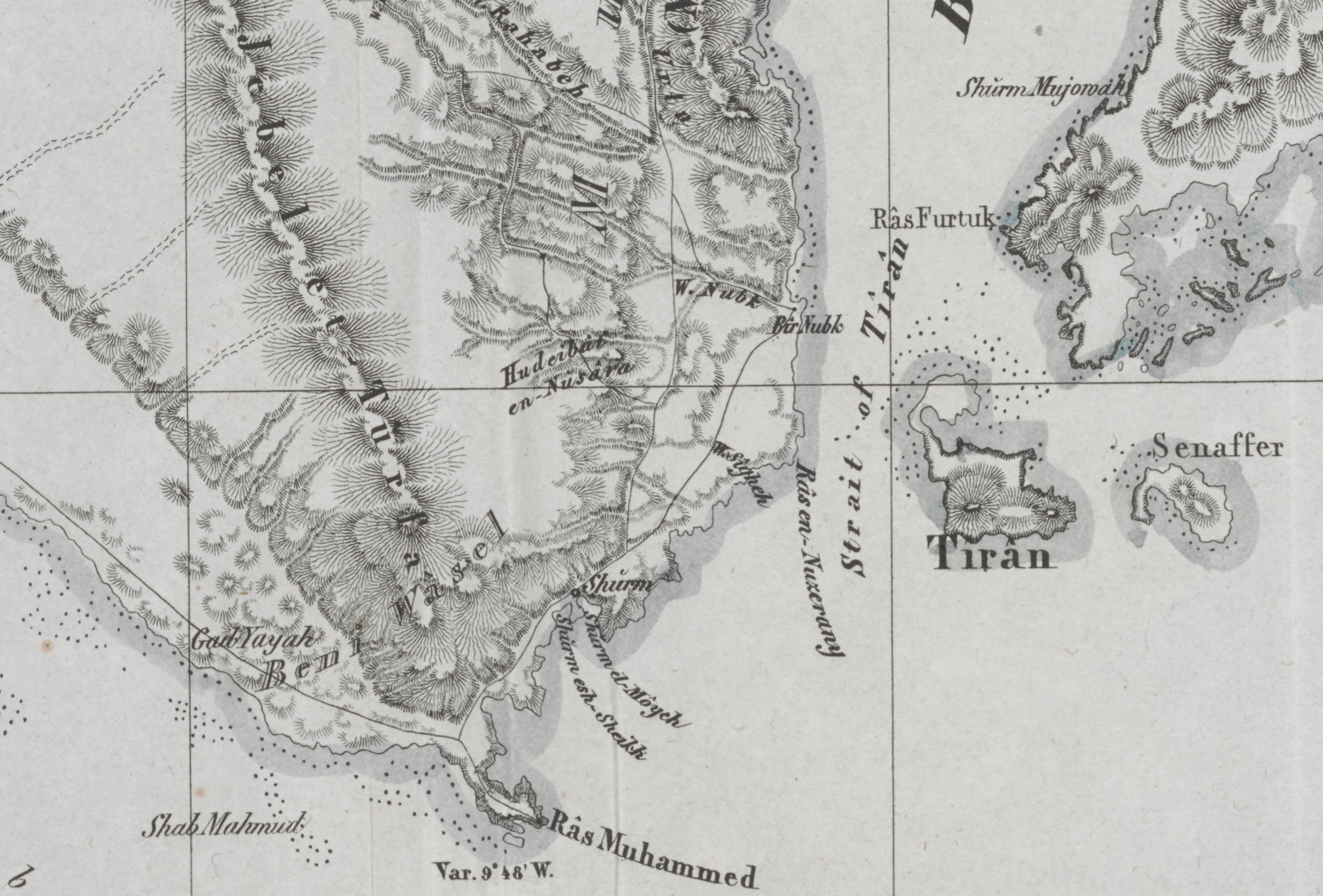
1840년 시나이반도의 Kipert 지도에서 보이는 샤름엘셰이크와 티란 해협

국제 문서에서 "티란 해협"이 일관되게 언급되지는 않는다. 이집트와 사우디아라비아 사이에는 티란 해협의 섬들을 통하는 여러 항로가 있다.이집트와 티란섬을 연결하는 항로 두 개가 있으며, 대형 선박이 항해할 수 있을 정도로 깊다. 티란섬과 사우디아라비아 사이에도 한 개의 항로가 있다.

## 1948~1956과 1967년의 봉쇄

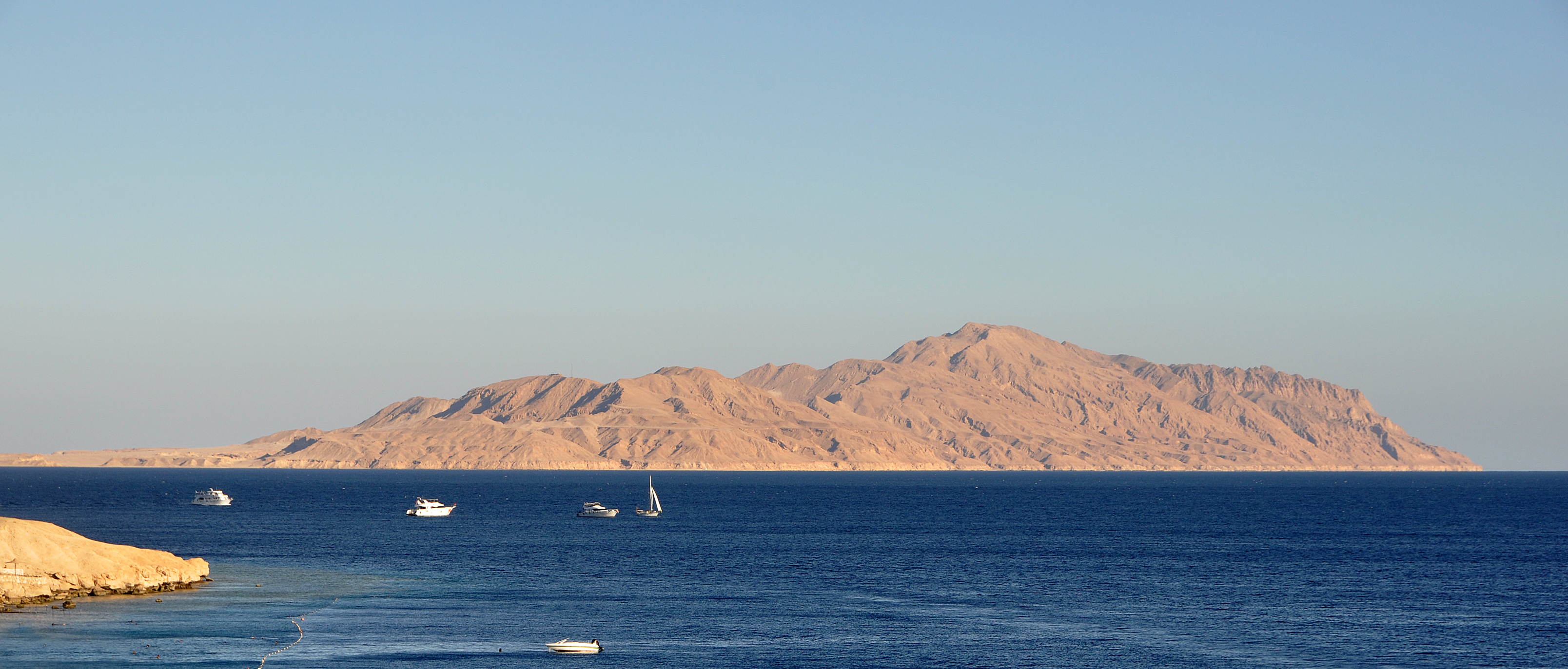
티란 해협과 티란섬

요르단의 유일한 항구와 이스라엘의 홍해로 연결된 유일한 항구는 아카바만을 통하기 때문에, 티란 해협은 전략적으로 중요하다. 1967년, 이스라엘 석유 수송의 90%가 티란 해협을 통과했고, 티란 해협은 이집트의 봉쇄 대상이 되었다.
1967년 5월, 이스라엘 총리 레비 에슈콜은 이스라엘이 1957년에 발표한 선언을 반복하며, 티란 해협 봉쇄는 전쟁 행위가 될 것이라고 말했다. 이집트는 1967년 5월 22일 해협을 봉쇄했고, 해협을 통과할 예정인 유조선은 이스라엘 항구로 향하지 않음을 확인하는 서류를 제출해야 했다. 당시 이스라엘에게 티란 해협을 주요한 관심사였다. 주로 해협을 통해 이란으로부터의 석유 등 중요한 수입품을 수입하고 있었기 때문이다. 티란 해협 봉쇄는 이스라엘의 네게브 사막 개발을 위태롭게 했다.
1967년 5월, 이집트는 시나이반도에 군대를 배치하고 당시 시나이반도의 유엔 긴급군(UNEF) 사령관이었던 Indar Jit Rikhye 소장에게 모든 군대의 철수를 요구했다. 이에 Rikhye는 철수했고, 티란 해협에 접한 샤름엘셰이크항의 군대도 포함되었다. 이후 이집트가 티란 해협을 봉쇄한 것은 이때의 UNEF 철수와 밀접하게 연관되어 있다. 샤름엘셰이크에 (이집트 군대가 아닌) 평화유지군을 배치하는 것이 수로의 개방을 유지하는 데 중요했기 때문이다. 나중에 Rikhye 장군은 이스라엘이 해협의 개방을 그닥 중요하게 여기지 않았다고 주장했다. 그는 이스라엘 선박이 2년 동안 해협을 통과하지 않았다는 점을 고려할 때, 1967년 이스라엘이 이집트의 봉쇄를 비난한 것은 "의심스럽다"고 말했다. 그리고 "UAR (이집트) 해군은 봉쇄 이후에도 몇 척의 선박을 수색한 후 통행을 허가했다"고 말했다. 이집트는 처음에 샤름엘셰이크 외의 지역에서 UNEF의 철수를 요청했지만, 유엔 사무총장 우 딴은 '모 아니면 도(all-or-nothing)' 방식의 철수를 요구했다.

당시 미국 대통령 린든 존슨은 티란 해협의 폐쇄가 6일 전쟁의 발발을 초래했다고 다음과 같이 밝혔다.
만약 이번 폭발의 가장 큰 원인이 단 하나의 어리석은 행동이라면, 티란 해협을 폐쇄하겠다는 독단적이고 위험한 결정이 바로 그것입니다. 악의 없는 해상 통행의 권리는 모든 국가에게 보장되어야 합니다.

## 교량 프로젝트
사우디아라비아와 이집트는 티란 해협을 가로지르는 다리 건설을 추진 중이다.

## 같이 보기
- 제2차 중동 전쟁
- 제3차 중동 전쟁
- 욤키푸르 전쟁
- 티란섬
- 사나피르섬
- 수에즈 운하와 티란 해협에 대한 이스라엘 선박의 운행